# Мирко Брајер
Мирко Брајер (Вараждин, 23. октобра 1863. - Загреб, 29. децембра 1946) првак хрватске библиографије, библиофил, књижар-издавач, антиквар и оснивач првог научног антикваријата у Хрватској. Брајер је погинуо 29. децембра 1946. године. Сахрањен је на загребачком гробљу Мирогој.

## Порекло и школовање
Мирко Брајер је рођен у Вараждину 23. октобра 1863. године, у хрватској јеврејској породици. Брајерова породица потиче из Градишћа у Аустрији. Један од његових предака је имао пивару у Матерсбурга у Градишћу. Брајеров прадеда, Самуел Брајер, се преселио у Расињу као закупац имања грофа Инкеја. У Расињу се родио Брајеров деда Јаков Брајер који се 1830. године преселио у Крижевце, где је и умро 1869. године. Брајеров отац Марко Брајер се родио у Крижевцима 1838. године. Био је трговац у Вараждину, пословни директор "Крижевачке пословне штедионе", дугогодишњи градски заступник и подначелник у Крижевцима. Брајер је најраније детињство провео у родном Вараждину. 1867. преселио се са породицом у Крижевце где је 1873. године завршио пучку школу. Средњу школу је похађао у Вараждину, Загребу и Трсту. У Трсту је спровео стручну трговачку праксу код трговачке куће "Биненфелд".

## Каријера
1879. године трговинска кућа "Биненфелд" га је послала у британску трговачку луку Аден у Јемену. У Адену је боравио три године. Из Адена је писао за дневне новине Обзор. По повратку из Јемена Брајер је наставио са студијом трговине у Трсту, Бечу, Лајпцигу, Минхену и Хамбургу, истовремено се занимајући за библиотекарство. Брајер се вратио у Крижевце 1890. године. Од 1890. до 1893. писао је песме у Народном листу. 1903. године преселио се у Загреб где је основао издавачку комисиону књижару "Славенски знаствени антикваријат". 1920. године Брајер је комисиону књижару претворио у акционарско друштво "Југословенска знаствена књижара", докле је задржао антикваријат под именом "Славенски знаствени антикваријат". Брајер је угасио антикваријат 1928. године. 1929. године постао је директор "Југословенског Накладног акционарског друштва Обнова". Под његовим вођством "Обнова" је издала радове познатих хрватски писаца попут Владимира Назора и Антуна Густава Матоша те дела Фјодора Михајловича Достојевског. Брајер се на месту директора задржао све до 1940. У време Другог светског рата Брајер је био сарадник Хрватске енциклопедије. На крају рата је радио као библиограф у Хрватском Накладном заводу.

## Асимилација, Други светски рат и прогон
Брajeр је био заговорник асимилације хрватских Јевреја те дугогодишњи члан "Израелитичке богоштовне општине Загреб" (данас Јеврејска општина Загреб). 1922. године Брajeр је основао "Народни рад - друштво јеврејских асимиланата и антиционисти у Хрватској". Брajeров циљ је био окупити све хрватске и југословенске Јевреје, без обзира на политичко опредељење. Брајер је у више наврата позивао хрватске ционисте да му се придруже, приговарајући им на недостатку хрватског и југословенског патриотизма. 1924. године, на другу годишњицу оснивања друштва, Брајер је опет позвао на окупљање "све држављане Хрвате и остале Југословене јеврејске конфесије". Неки од познатих чланова друштва су били: Самуел Давид Александер, Шандор Александар и Владимир Штерк. Као Јеврејин, 1941. године, Брајер је био затворен у концентрационом логору Стара Градишка гдје је провео шест месеци. У логору је написао дирљиву песму "У сабирном логору", која говори о жалу за изгубљеном слободом и младошћу. Пуштен је из логора у априлу 1942. године. Режим Независне Државе Хрватске је изузео Брајер од ношења Давидове звезде на одећи. Иако је до краја рата био затваран још два пута, Брајер је успео да преживи Холокауст. Упркос тој познатој чињеници Мирко Брајер је због комунистичке политике лажно наведен као жртва логора Стара Градишка.

## Антиквитети и донације
Брајер се од најраније младости занимао за старине те их је марљиво скупљао. Већ је из Јемена загребачким музејима упутио неколико пошиљака старина, етнографских и природословних предмета. И касније у животу је донирао хрватским културним установама разне предмете. Хрватској академији знаности и уметности Брајер је донирао 80 аутографа знаменитих хрватских личности из 18. и 19. века. Предмете је такође донирао Музеју за уметност и обрт, а Хрватском народном казалишту у Загребу је донирао оригиналну диплому позоришног одбора Илирске читаонице из 1842. године. Према његовој жељи, Брајерови потомци су донирали Националној и универзитетској библиотеци у Загребу 335 књига и 12 издања часописа. За време боравка у Крижевцима, Брајер је прикупљао и проучавао ретке хрватске књиге. Сакупио је вредну и богату библиотеку у којој су се истицале инкунабуле и прва издања, најпре далматинских писаца.

## Дела
Експеримент библиографије повјести победе код Сиска 22. јуна 1593. и обсада тврдје сисачке по Хасан паши босанском у год. 1591. и 1592. Крижевци 1893. - Нешто градје старој хрватској књижевно-културној повјести. Крижевци 1898. - Прилози к старијој књижевној и културној повјести хрватској. Загреб 1904. - Марко Брајер 1838-1908. Неколико листова успомене уочи седамдесет годишњице његове. Загреб-Крижевци 1908. - Антун цонте Зановић и његови синови. Роман живота 1 Паштровска-будљанске породице у претпрошлом и прошлом веку (1720-1834). О старим и ретким јужнославенским књигама (Südslavische Rara und Rarissima, 1937). - Трагом живота и рада Франа Курелца, хрватскога препородитеља и књижевника (1811-1874). Загреб 1939.

## Цитати
„Ово је наш свет рођења, живота и смрти. Туј нам је колевка, ова нас земља храни. Зар ово може да нам надокнади евокација старозаветних успомена, ма колико часних, из прадавне прошлости праотаца наших? Не одиста! Ми их поштујемо и клањамо им се заједно са великим делом осталога света, али они никада не смеју бити поводом да ма и на час заборавимо осећање које нас везује уз рођену груду.”